# Саразен, Шарль
Шарль Мари Люсьен Саразен (фр. Charles Marie Lucien Sarazin; 14 ноября 1873, Бурж, центральная Франция — 17 марта 1950, Райоль-Канадель-сюр-Мер, Прованс) — французский архитектор и художник-декоратор.

## Биография
Шарль Саразен родился в Бурже 14 ноября 1873 года в страсбургской семье оптантов (лиц, имеющих право выбора гражданства), покинувших Эльзас в 1870 году. Обучаясь в Школе изящных искусств в Париже, он познакомился с Анри Соважем, своим ровесником. Результатом этой встречи станет искренняя дружба и плодотворное творческое общение на протяжении многих лет. При этом в их сотрудничестве наметилось разделение труда: Саразен больше занимался организационными вопросами, а Соваж — рисунками и чертежами.
В 1898 году Соваж и Саразен основали собственную архитектурную фирму и стали членами Национального общества изобразительных искусств (Société nationale des beaux-arts), где регулярно демонстрировали свои рисунки и проекты. В 1903 году они основали компанию «Анонимное общество недорогого и гигиеничного жилья» (Société anonyme de logements hygiéniques à bon marché) и занялись проектированием малозатратных многоквартирных домов и государственного жилья. Они принимали участие во многих выставках, где их талант был вознаграждён, в частности, на Всемирной выставке 1906 года в Милане, где они получили золотую медаль. Их сотрудничество продолжалось до 1916 года.
В архитектурном агентстве Анри Соважа и Шарля Саразена работал брат последнего, инженер и коммерсант Поль Саразен, от которого зависели выгодные заказы на приморские отели в основном традиционной эстетики, но архитекторы применяли передовую для того времени технику строительства. Так, Соваж и Саразен построили отель «Принцесса», 2, бульвар Сент-Бёв в Булонь-сюр-Мер (Па-де-Кале, 1906), отель «Трианон де Террас» в Трепоре (1908—1911; не сохранился), дворец-отель де Монтеррей (Мексика, 1909—1911; теперь: Gran Hotel Ancira), реконструкция отеля Frascati в Гавре (Приморская Сена, 1910, не сохранился), отель «Beauvallon» в Гримо (Вар, завершён в 1911 г. Жюльеном Флегенгеймером), «Hôtel du Parc» в Бурбонн-ле-Бен (Верхняя Марна, 1913).
В 1909 году Соваж разработал систему ступенчатых зданий, обеспечивающих наилучшую освещённость и вентиляцию, на которую он и Саразен в 1912 году получили патент.
После женитьбы на Сюзанне Робике 10 июля 1909 года в Париже Саразен отправился в Мексику, где проживали члены его новой семьи. Там в Мехико он построил отель и роскошные резиденции в Тампико. По возвращении во Францию ему поручили изучить проект скотобойни «Modern Slaughterhouse Company» в Соединенных Штатах Америки, он совершил годовую учебную поездку в Чикаго, чтобы затем построить промышленные скотобойни в Тулузе.
После 1918 года Шарль Саразен переехал в Лилль по совету своего брата, горного инженера, и построил там множество зданий и жилых домов для угольных компаний. В 1926 году он вернулся в Париж и основал новую архитектурную фирму в особняке на улице Раффе в 16-м округе. Но отсутствие заказов подтолкнуло его поселиться на юге, где он присоединился к архитектору Рене Дарде де Сент-Максим, с которым он построил здания в Тулоне и кинотеатр в Бастии.